# Wintersbourg
Wintersbourg település Franciaországban, Moselle megyében. Lakosainak száma 260 fő (2022. január 1.). Wintersbourg Bourscheid, Fleisheim, Hérange, Metting, Veckersviller és Zilling községekkel határos.

## Népesség
A település népessége az elmúlt években az alábbi módon változott:
| Lakosok száma | 275  | 270  | 274  | 265  | 266  | 269  | 266  | 263  | 260  |
|               | 2013 | 2015 | 2016 | 2017 | 2018 | 2019 | 2020 | 2021 | 2022 |